# Oktatetraynylový radikál
Oktatetraynylový radikál je organický radikál obsahující osm atomů uhlíku v lineárním řetězci, v němž se střídají trojné a jednoduché vazby.
V roce 2007 byl nalezen záporně nabitý oktatetraynyl v molekulárním mračnu TMC-1, jednalo se tak (po hexatriynylu) o druhý anion a o největší molekulu objevenou do této doby v mezihvězdném prostředí.